# Ixora pseudoacuminata
Ixora pseudoacuminata är en måreväxtart som beskrevs av Debendra Bijoy Deb och Rout. Ixora pseudoacuminata ingår i släktet Ixora och familjen måreväxter. Inga underarter finns listade i Catalogue of Life.